# ناكوسب (كولومبيا البريطانية)
ناكوسب (بالإنجليزية: Nakusp)‏ هي مستوطنة تقع في كندا في Regional District of Central Kootenay. يقدر عدد سكانها بـ 1,574 نسمة ومساحتها 8.05 كم2 وترتفع عن سطح البحر 457.2 متر.

## المناخ
يظهر الجدول التالي التغييرات المناخية على مدار السنة لناكوسب:
| البيانات المناخية لـناكوسب        | البيانات المناخية لـناكوسب | البيانات المناخية لـناكوسب | البيانات المناخية لـناكوسب | البيانات المناخية لـناكوسب | البيانات المناخية لـناكوسب | البيانات المناخية لـناكوسب | البيانات المناخية لـناكوسب | البيانات المناخية لـناكوسب | البيانات المناخية لـناكوسب | البيانات المناخية لـناكوسب | البيانات المناخية لـناكوسب | البيانات المناخية لـناكوسب | البيانات المناخية لـناكوسب |
| الشهر                             | يناير                      | فبراير                     | مارس                       | أبريل                      | مايو                       | يونيو                      | يوليو                      | أغسطس                      | سبتمبر                     | أكتوبر                     | نوفمبر                     | ديسمبر                     | المعدل السنوي              |
| --------------------------------- | -------------------------- | -------------------------- | -------------------------- | -------------------------- | -------------------------- | -------------------------- | -------------------------- | -------------------------- | -------------------------- | -------------------------- | -------------------------- | -------------------------- | -------------------------- |
| الدرجة القصوى °م (°ف)             | 13.3 (55.9)                | 13 (55)                    | 17.5 (63.5)                | 24.4 (75.9)                | 33 (91)                    | 35.5 (95.9)                | 37.9 (100.2)               | 37.6 (99.7)                | 33.3 (91.9)                | 23 (73)                    | 18.3 (64.9)                | 14.5 (58.1)                | 37.9 (100.2)               |
| متوسط درجة الحرارة الكبرى °م (°ف) | 0.8 (33.4)                 | 2.3 (36.1)                 | 8 (46)                     | 13.2 (55.8)                | 18.8 (65.8)                | 22.5 (72.5)                | 25.2 (77.4)                | 25.1 (77.2)                | 18.4 (65.1)                | 11.2 (52.2)                | 4.6 (40.3)                 | −0.1 (31.8)                | 12.5 (54.5)                |
| المتوسط اليومي °م (°ف)            | −1.7 (28.9)                | −1 (30)                    | 3.2 (37.8)                 | 7.5 (45.5)                 | 12.4 (54.3)                | 16.2 (61.2)                | 18.3 (64.9)                | 18.1 (64.6)                | 12.4 (54.3)                | 7 (45)                     | 1.9 (35.4)                 | −2.3 (27.9)                | 7.7 (45.9)                 |
| متوسط درجة الحرارة الصغرى °م (°ف) | −4.2 (24.4)                | −4.2 (24.4)                | −1.7 (28.9)                | 1.8 (35.2)                 | 6 (43)                     | 9.8 (49.6)                 | 11.4 (52.5)                | 11.1 (52.0)                | 6.3 (43.3)                 | 2.7 (36.9)                 | −0.8 (30.6)                | −4.5 (23.9)                | 2.8 (37.0)                 |
| أدنى درجة حرارة °م (°ف)           | −24.4 (−11.9)              | −24.4 (−11.9)              | −18.9 (−2.0)               | −9.4 (15.1)                | −3.9 (25.0)                | −1.1 (30.0)                | 1.7 (35.1)                 | 0.6 (33.1)                 | −6.5 (20.3)                | −11 (12)                   | −20 (−4)                   | −27.8 (−18.0)              | −27.8 (−18.0)              |
| الهطول مم (إنش)                   | 105.5 (4.15)               | 74.7 (2.94)                | 47.9 (1.89)                | 59.8 (2.35)                | 60.7 (2.39)                | 88.2 (3.47)                | 65 (2.6)                   | 60.4 (2.38)                | 57.7 (2.27)                | 59.4 (2.34)                | 99.5 (3.92)                | 86.9 (3.42)                | 865.7 (34.08)              |
| معدل هطول الأمطار مم (إنش)        | 40 (1.6)                   | 49.7 (1.96)                | 44.1 (1.74)                | 59.5 (2.34)                | 60.7 (2.39)                | 88.2 (3.47)                | 65 (2.6)                   | 60.4 (2.38)                | 57.7 (2.27)                | 58.8 (2.31)                | 78.3 (3.08)                | 35.5 (1.40)                | 698.1 (27.48)              |
| متوسط تساقط الثلوج سم (إنش)       | 65.4 (25.7)                | 24.9 (9.8)                 | 3.8 (1.5)                  | 0.3 (0.1)                  | 0 (0)                      | 0 (0)                      | 0 (0)                      | 0 (0)                      | 0 (0)                      | 0.6 (0.2)                  | 21.2 (8.3)                 | 51.4 (20.2)                | 167.7 (66.0)               |
| المصدر:                           |                            |                            |                            |                            |                            |                            |                            |                            |                            |                            |                            |                            |                            |

## أعلام
- غراهام لي
- براد لارسن